# Franck (stad)
Franck is een plaats in het Argentijnse bestuurlijke gebied Las Colonias in de provincie Santa Fe. De plaats telt 4513 inwoners.